# Doguerawa
Doguerawa este o comună rurală din departamentul Birni N'Konni, regiunea Tahoua, Niger, cu o populație de 82.794 de locuitori (2001).